# Merklap

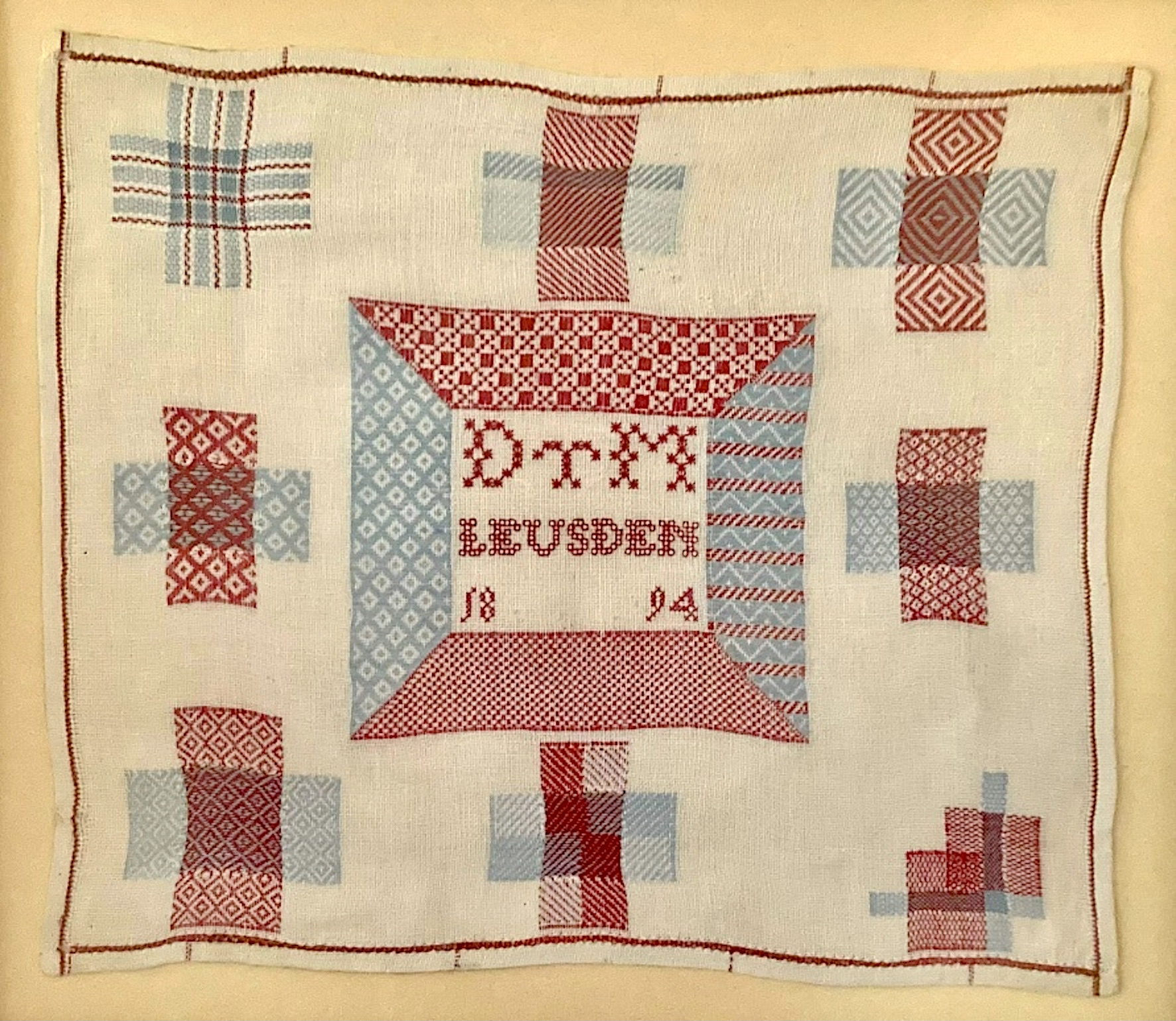
Merklap geborduurd door Dirkje Termaaten in Leusden in 1894 (13 jaar oud)

Een merklap is een borduurwerk dat vaak wordt geproduceerd als een test van iemands vaardigheden in het naaldwerk. De merklap bestaat doorgaans uit een stuk stof waarop van alles geborduurd kan zijn, zoals figuren, het alfabet, motieven of decoraties. Het heeft doorgaans geen achtergrond.

## Geschiedenis

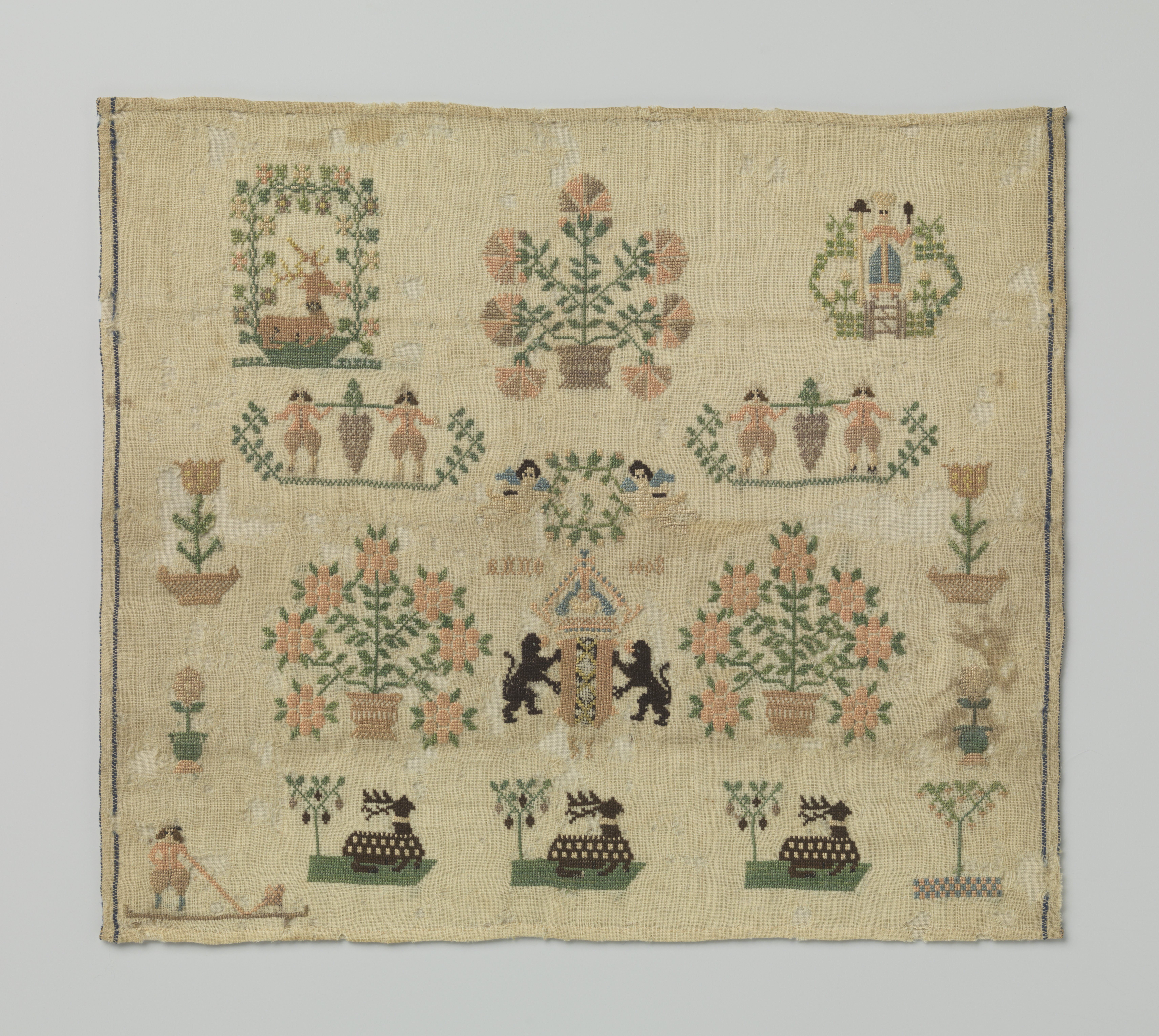
Merklap van wollen mousseline, Amsterdam 1698

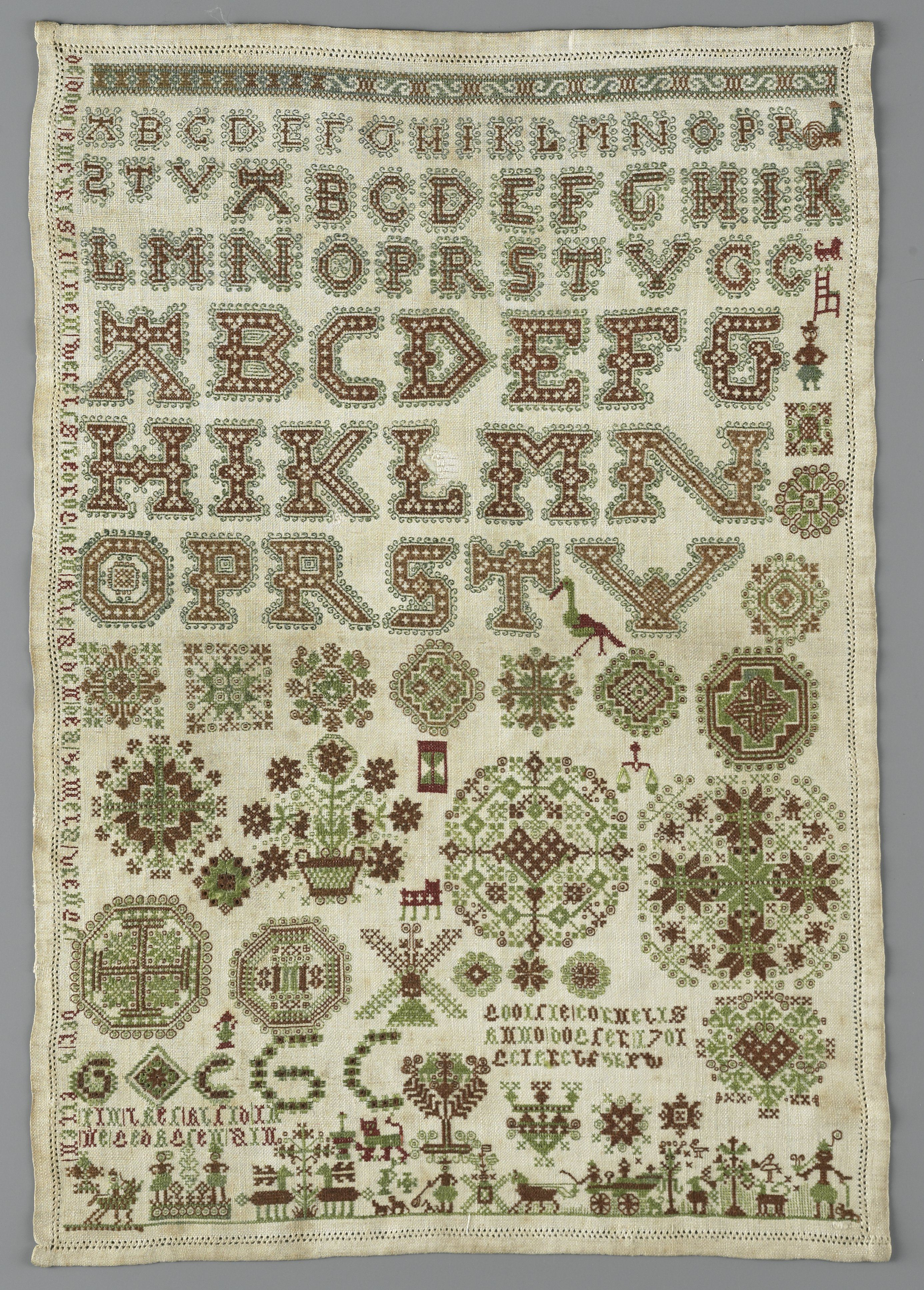
Merklap met zijdeborduurwerk door Gooitie Cornelis, Hindeloopen 1701

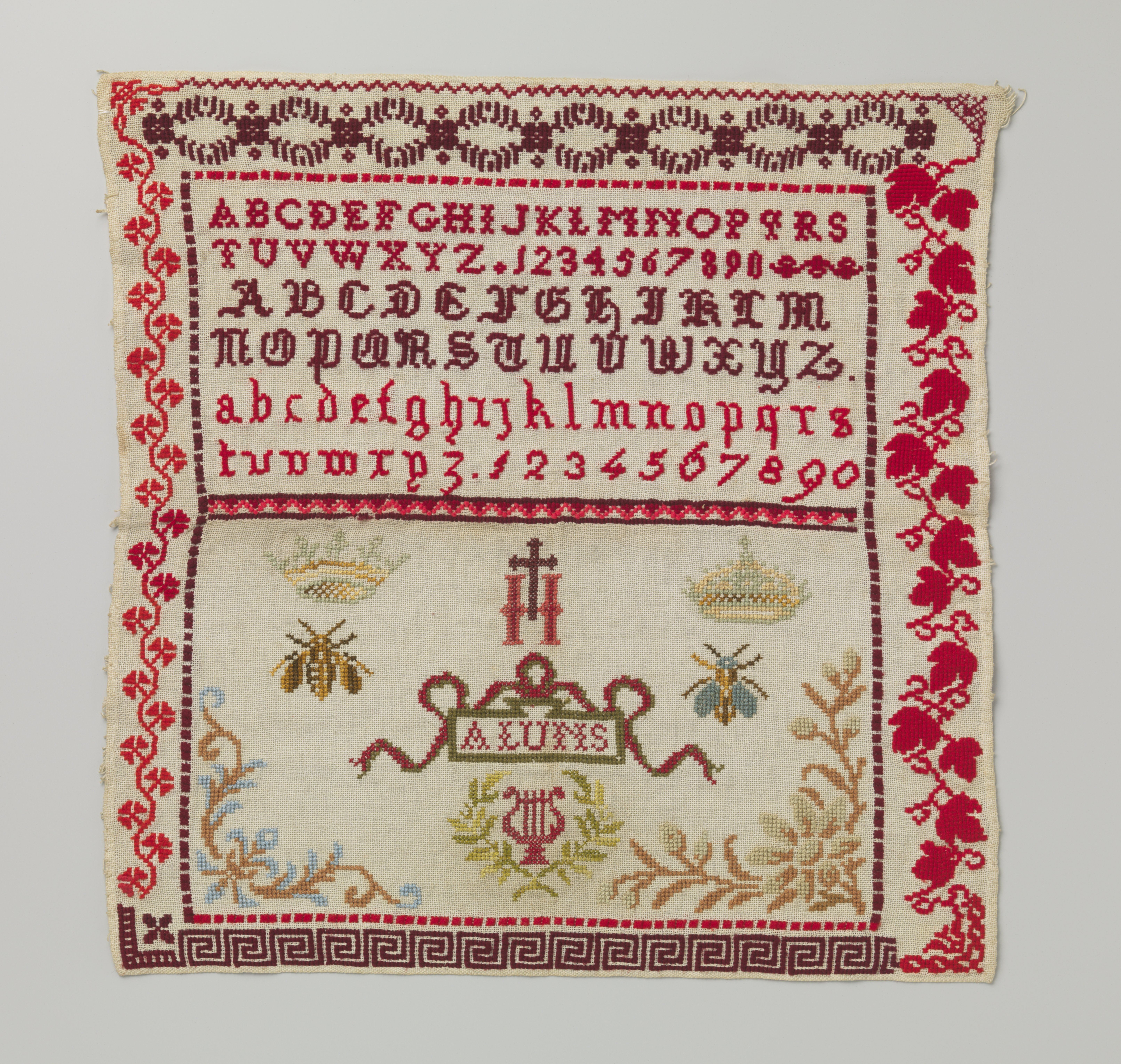
Merklap geborduurd door A.M. Luns in Brussel rond 1870-1880

De kunst van het borduren bestaat al sinds ver voor onze jaartelling. Het kent zijn oorsprong in het Oosten, waar men bijvoorbeeld in het Oude Egypte en Babylonië al borduurwerken van zeer hoge kwaliteit produceerde. In West-Europa kreeg het borduren in de middeleeuwen een enorme impuls door de grote vraag naar borduursels van de kerk. Geestelijken droegen in deze tijd vaak een smalle band met allerlei geborduurde figuren over hun kleding genaamd Kölner Borten. De figuren (eikenbomen, madeliefjes etc.) op deze Kölner Borten lijken sterk op de figuren op de latere merklappen. De Kölner Borten worden daarom ook wel gezien als voorlopers van de figuren op merklappen.
In de late middeleeuwen werden er aparte gildes opgericht voor de borduurkunst. In de Noordelijke Nederlanden bestond bijvoorbeeld het Sint-Lucasgilde, gecombineerd met de schilder- en beeldhouwkunst. Alhoewel vrouwen ook altijd hebben geborduurd, waren de echte borduurmeesters in deze gilden vaak mannen. Zij tekenden het figuur dat geborduurd moest worden op de stof, vulden de belangrijkste partijen in en lieten de rest door leerlingen en vrouwen invullen. Hoewel het vakgebied dus al enorm oud is en er vrijwel altijd op aparte lappen is geoefend om het vak te leren, stammen de oudste lappen die als merklappen worden bestempeld uit de 15e en 16e eeuw.
In Nederland begon men halverwege de zestiende eeuw hun huishoudelijk textiel op grote schaal te merken als herkenningsteken. Dit merk bestond vaak uit de initialen van de eigenaar met daartussen het merk van de familie. Een familiemerk was een symbooltje opgebouwd uit rechte lijnen. Het merken van huishoudtextiel en kleding groeide uiteindelijk uit tot een heus modeverschijnsel. De meisjes uit een gezin leerden het alfabet en andere figuren te borduren op aparte oefenlappen, zodat zij konden helpen met het merken van stoffen. Deze oefenlappen werden vervolgens merklappen genoemd. Het oudste Nederlandse exemplaar dat bewaard is gebleven, stamt uit 1608.
Het borduren op merklappen gebeurde vaak aan de hand van patronen uit patronenboeken. Het eerste patronenboekje is dat van uitgever Johann Schönsperger uit 1523. In de zestiende-eeuwse patronenboekjes werd veelvuldig aandacht besteed aan het alfabet en andere borduurpatronen, zoals sierranden en motieven. Patronenboekjes uit de zestiende en zeventiende eeuw bevatten door heel Europa veelal dezelfde patronen. Als gevolg hiervan lijken de merklappen uit verschillende landen uit die tijd erg op elkaar. Zij bevatten voornamelijk het alfabet, tezamen met religieuze en morele voorstellingen. Een aantal van de meest voorkomende motieven uit die tijd zijn levensbomen, dieren, bloemen, engelen en mensfiguren.
In de achttiende eeuw begonnen de merklappen er steeds meer als schilderijtjes uit te zien. De sierrand werd van steeds groter belang en de indeling werd symmetrisch geordend. De merken en het alfabet kregen een ondergeschikte rol. Ook verschenen er nieuwe motieven, zoals de Nederlandse leeuw in Hollandse tuin, griffioenen, oranjebomen en lantaarns.
In de negentiende en twintigste eeuw raakten andere, meer romantische motieven in de mode, zoals honden en katten, voorstellingen van huisjes in het bos met hertjes op de voorgrond of voorstellingen van herderfiguren met hun schapen. Tevens werd de grond waarop de figuren zaten altijd afgebeeld. Ook waren de kleuren die werden gebruikt vaak feller dan voorheen. Waar merklappen vanaf de achttiende eeuw steeds meer op schilderijtjes gingen lijken, werden ze in de negentiende eeuw zelfs regelmatig als schilderij opgehangen.
Rond het einde van de negentiende eeuw werd de aandacht voor onderwijs verscherpt en daarmee ook voor het handwerkonderwijs. Handleiding voor vrouwelijke handwerken van T. van den Berg-Stomp uit 1879 was de eerste methodische handleiding voor handwerkonderwijs in Nederland. Vele handleidingen volgden. Men ontwikkelde een methode waarbij de meisjes in een opklimmende moeilijkheidsgraad verschillende handwerken leerden maken. De merklap was hier onderdeel van, vaak in de vorm van zogenaamde rode schoollapjes.
In het begin van de twintigste eeuw kwam er verzet tegen het gebruik van de merklappen. Men was van mening dat de merklap kinderen niet genoeg stimuleerde om creatief te zijn en te weinig ervaring met het produceren van kleding gaf. De merklappen werden door de vele fouten erop nu vaak 'broddellappen' genoemd. Door de kritiek en de komst van de naaimachine werd de merklap steeds minder gebruikelijk.

## Soorten merklappen

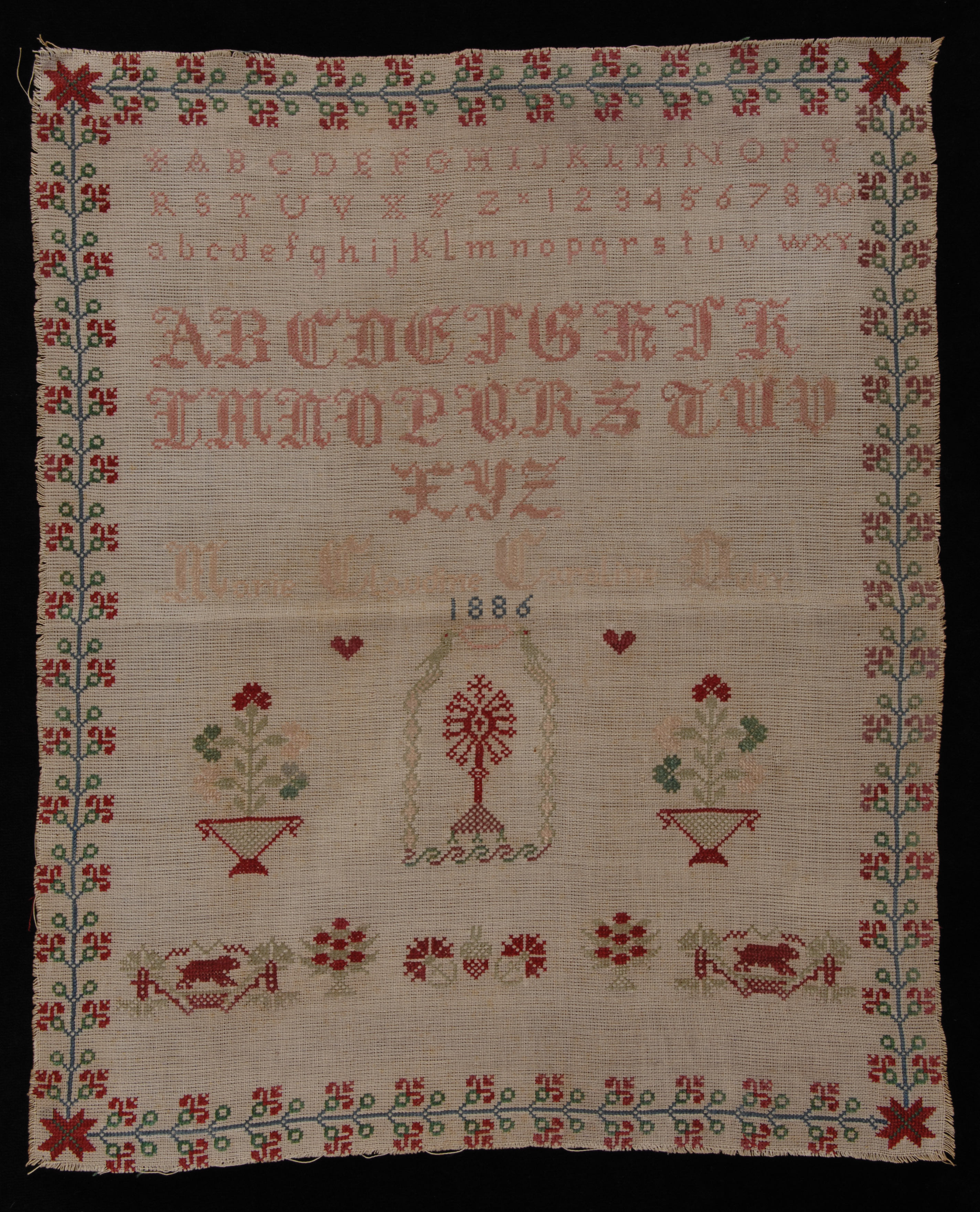
Merklap gemaakt door Marie Duby, 1886

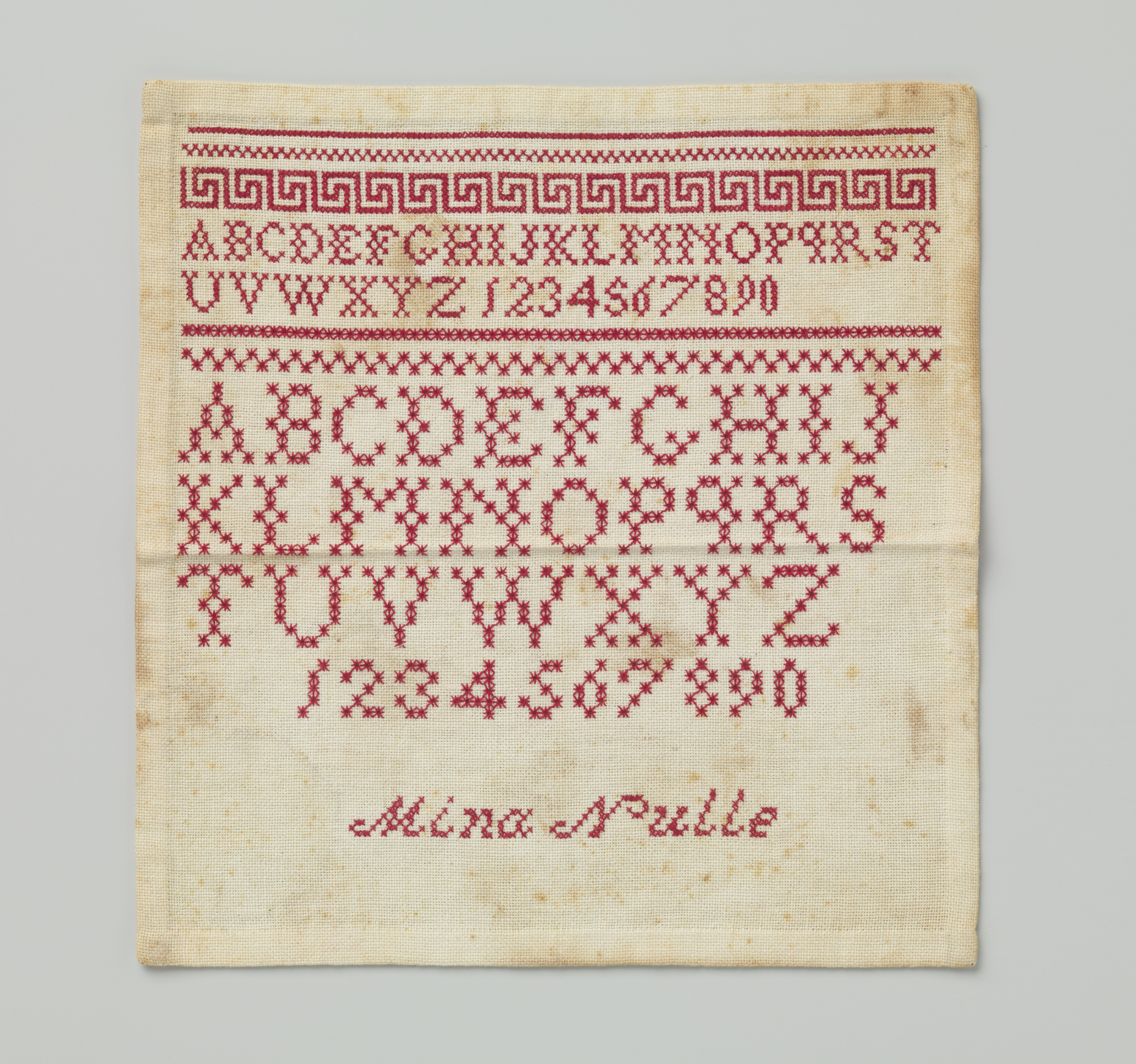
Merklap gemaakt door Louise Nulle rond 1900

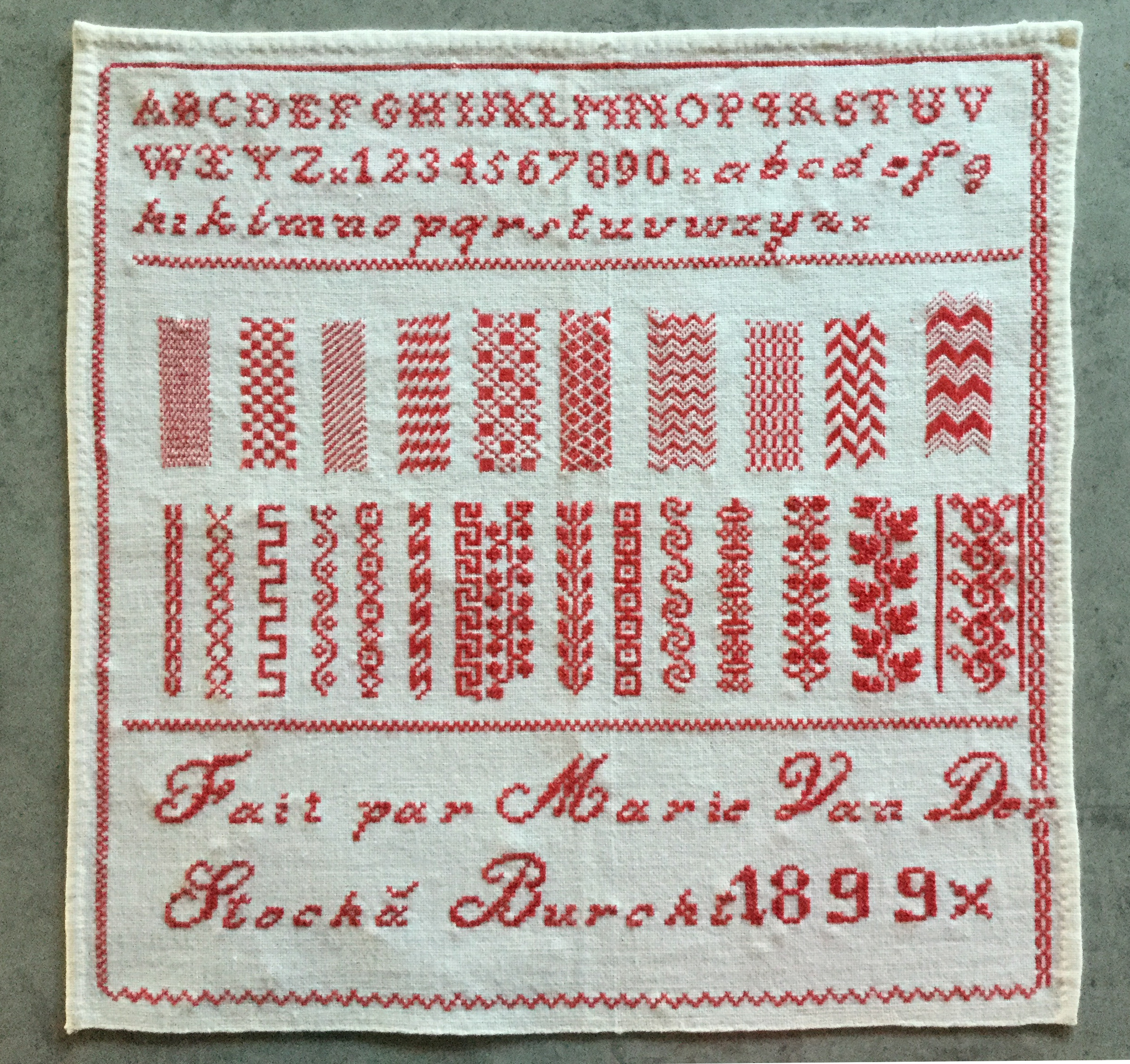
Merklap uit 1899 met naam, woonplaats en jaartal gemaakt door de elfjarige Marie Van der Stock uit Burcht (bij Antwerpen)

Merklappen verschillen in hun uiterlijk door wat zij afbeelden en welke stijl er wordt aangehouden. Merklappen zijn daarmee onder te verdelen in de volgende soorten:

### Lettermerklap
De lettermerklap is een type merklap dat vrijwel uitsluitend in Friesland werd gemaakt. De lettermerklap wordt gekenmerkt door de afbeelding van meerdere letters en alfabetten maar ook geometrische motieven, reguliere merklapmotieven en grondjes. Het grondje is een lange strook onderaan de lap waar met kleine motieven allerlei kleine verhaaltjes staan afgebeeld. De verhaaltjes zijn vaak typisch voor de streek waar de merklap is gemaakt. De oorsprong van lettermerklappen zijn zo makkelijk te achterhalen. In Noord-Holland werden er ook regelmatig grondjes gemaakt, maar deze zijn kleiner en beelden andere verhaaltjes af.

### Stoplap
De stoplap is een type merklap waarop men niet zozeer borduurde maar, zoals het woord al zegt, stof leerde afstoppen en repareren. Stoplappen raakten vanaf het einde van de zeventiende eeuw in zwang. Er bestaan verschillende stoptechnieken, waarbij de moeilijkheid langzaam werd opgevoerd naarmate de leeftijd en ervaring van de meisjes vorderde. Na 1880 werd stoppen geoefend op beschadigde naailappen en verloor de stoplap zijn functie.

### Borduurlap
Halverwege de achttiende eeuw werden de eerste borduurlappen gemaakt. Nadat meisjes hadden geleerd verschillende merken te borduren en de stoptechnieken beheersten, leerden zij op weer aparte lappen borduren. Hiermee oefenden zij met motieven die zij later op schoenen en tasjes en dergelijke aanbrachten.

### Pronklap
De pronklap is een geordende samenstelling van allerlei verschillende merklappen met daarop verschillende handwerktechnieken. De merklappen werden op een groter doek bevestigd en met gehaakte tussenzetsels van elkaar onderscheiden. De eerste pronklappen werden aan het einde van de achttiende eeuw gemaakt. Met name in Zuid-Nederland en België werden heel lange pronklappen gemaakt. Hier werden zij ook wel 'souvenirs de ma jeunesse' genoemd, in het Nederlands 'herinneringen aan mijn jeugd'. Van de pronklappen die bewaard zijn gebleven, zijn sommige naar eenzelfde strak schema ingedeeld.

### Rode schoollap
De rode schoollapjes zijn de lapjes die men vanaf de jaren 1870 tot ver in de twintigste eeuw op school moest maken. Ze danken hun naam aan het feit dat de meeste exemplaren met rood garen zijn gemaakt op een witte katoenen lap met rode randen. Op de lapjes werden allereerst de letters met rechte strepen geoefend (E-T-I-F-H-L), dan de letters met schuine strepen (W-Y-A-K-Z-X-V-N-M) en tot slot de letters met rondingen (Q-R-U-O-P-S-D-G-J-C-B). Daarna kwamen de cijfers aan de beurt. Naast de letters en cijfers stonden er ook andere motieven op en waren de randjes gedecoreerd. De oorsprong van de lapjes is vaak makkelijk te achterhalen doordat veel meisjes hun naam, hun woonplaats en de naam van de school erop borduurden.

### Herinneringslap
Herinneringslappen zijn lappen waarop voorstellingen van belangrijke gebeurtenissen uit een gemeenschap of familie staan geborduurd. Deze werden vanaf de twintigste eeuw vervaardigd.

## Merklappen vandaag de dag
Ook vandaag de dag worden merklappen nog gemaakt. Er bestaan speciale kits voor het maken van een merklap. Op internet zijn veel patronen te vinden.
Oude merklappen zijn vaak nog terug te vinden in musea.